# Challenger de Matsuyama 2022
El torneo Matsuyama Challenger 2022 fue un torneo de tenis perteneció al ATP Challenger Tour 2022 en la categoría Challenger 80. Se trató de la 1.ª edición; el torneo tuvo lugar en la ciudad de Matsuyama (Japón), desde el 7 hasta el 13 de noviembre de 2022 sobre pista dura al aire libre.

## Jugadores participantes del cuadro de individuales
| Favorito | País                            | Jugador               | Rank1 | Posición en el torneo |
| -------- | ------------------------------- | --------------------- | ----- | --------------------- |
| 1        | Bandera de Australia            | Christopher O'Connell | 102   | Baja                  |
| 2        | Bandera de Australia            | Rinky Hijikata        | 159   | Primera ronda         |
| 3        | Bandera de Australia            | John Millman          | 160   | Baja                  |
| 4        | Bandera de Japón                | Kaichi Uchida         | 168   | Cuartos de final      |
| 5        | Bandera de Francia              | Benoît Paire          | 173   | Segunda ronda, retiro |
| 6        | Bandera de Bosnia y Herzegovina | Damir Džumhur         | 170   | Segunda ronda         |
| 7        | Bandera de Australia            | Li Tu                 | 197   | Segunda ronda         |
| 8        | Bandera de Japón                | Rio Noguchi           | 202   | Primera ronda         |

- 1 Se ha tomado en cuenta el ranking del 31 de octubre de 2022.

### Otros participantes
Los siguientes jugadores recibieron una invitación (wild card), por lo tanto ingresan directamente al cuadro principal (WC):
- Sho Katayama
- Yusuke Kusuhara
- Shintaro Mochizuki

Los siguientes jugadores ingresan al cuadro principal tras disputar el cuadro clasificatorio (Q):
- Hong Seong-chan
- Jason Jung
- Ergi Kırkın
- Koki Matsuda
- Mukund Sasikumar
- Shuichi Sekiguchi

## Campeones

### Individual Masculino
- Hong Seong-chan derrotó en la final a  Wu Tung-lin, 6–3, 6–2

### Dobles Masculino
- Andrew Harris /  John-Patrick Smith derrotaron en la final a  Toshihide Matsui /  Kaito Uesugi, 6–3, 4–6, [10–8]